# Cultiu primari
El cultiu primari és el cultiu de cèl·lules que provenen directament del teixit in vivo. En recerca biomèdica i en biotecnologia s'utilitzen rutinàriament les  línies cel·lulars com a model de teixit sa o malalt. Les línies cel·lulars ofereixen una plataforma fàcil, barata i estable. Tot i així, aquestes sovint perden part de les seves característiques originals i acaben per no representar completament el que té lloc in vivo.
L'ús de cèl·lules primàries és normalment una molt bona alternativa si es desitja un model que preservi en la mesura del possible el complex comportament fisiològic d'aquestes cèl·lules, sense arribar al cultiu en 3D o cultiu de teixits, sistemes molt més complexos.
L'ús de cèl·lules primàries sol ser el pas previ a l'establiment d'una línia cel·lular. De fet, quan no existeix una línia cel·lular per a un tipus de recerca concret, se sol posar a punt i es treballa amb el cultiu primari. Un cultiu primari sol preservar també unes característiques més properes a les de les cèl·lules en el teixit in vivo.

## Obtenció

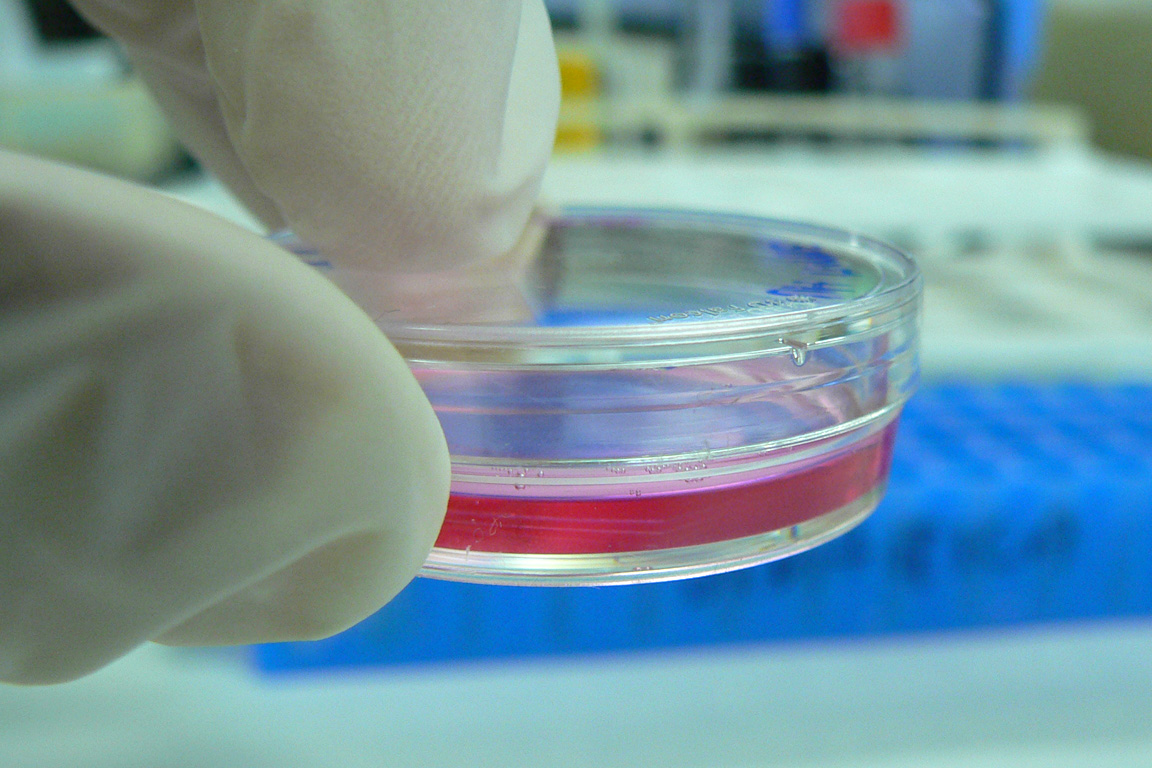
Cèl·lules en una placa de cultiu

El procés de generació d'un cultiu primari comença amb l'obtenció d'una biòpsia de teixit mitjançant dissecció. Tan aviat com es pot, es passa a treballar en condicions d'esterilitat (material autoclavat i manipulació del teixit sota campana de flux laminar) per a evitar contaminacions per part de microorganismes, que puguin comprometre la viabilitat immediata del cultiu.
En aquest punt es disposa d'una massa de teixit a partir de la qual s'han d'obtenir cèl·lules individualitzades. Un teixit està format per cèl·lules en contacte íntim entre elles amb unions intercel·lulars i en estret contacte amb la membrana basal o amb matriu extracel·lular a través de diverses proteïnes i substàncies lipídiques que conformen el teixit i li confereixen la seva funció particular. Per tant, caldrà trencar aquestes unions i interaccions per a aconseguir una suspensió de cèl·lules aïllades.
Per la separació de cèl·lules, hi ha mètodes de digestió  enzimàtics o químics en els quals s'utilitzen diversos enzims proteolítics com la tripsina o la col·lagenasa i mètodes de separació mecànics com dividir el teixit amb bisturí i tisores quirúrgics, o forçant el seu pas per sistemes de sedàs. Així, les suspensions cel·lulars obtingudes es van purificant a través d'un procés de dilució i centrifugació successius fins que es transfereixen al flascó o placa de cultiu.
En una primera incubació un número determinat de cèl·lules s'adheriran a la superfície del flascó. Això permetrà canviar el medi tot eliminat les restes de teixit i detritus cel·lular. El procés d'obtenció del cultiu primari es pot considerar acabat.
Amb tot, aquest cultiu primari no és generalment un cultiu pur. Amb aquest aïllament cel·lular s'han transferit també altres tipus cel·lulars presents al teixit, especialment fibroblasts, abundats en el teixit conjuntiu del propi teixit. Amb l'addició de factors de creixement adients per al tipus cel·lular d'interès i el subcultiu d'aquestes cèl·lules s'aniran seleccionat les cèl·lules desitjades en detriment de la resta de tipus cel·lulars supervivents. El cultiu que s'obté per passatge del cultiu primari s'anomena cultiu secundari. Un cultiu primari no sempre permet el seu passatge o subcultiu, i potser caldrà treballar-hi durant un temps realment curt. En certs casos però, trobant les condicions adients, es podrà fer un subcultiu d'uns pocs passatges i és quan s'anomena cultiu secundari. El cultiu ja no prové directament del teixit i, amb cada passatge, les característiques de les cèl·lules aniran canviant. El cultiu secundari tampoc sobreviurà masses subcultius, sinó pateix o se li indueix una mutació o conjunt de mutacions que transformin el cultiu en «immortal», és a dir en una línia cel·lular.

## Avantatges i inconvenients
Les  línies cel·lulars s'utilitzen rutinàriament en recerca en lloc de cèl·lules primàries per estudiar processos biològics. Els motius són diversos: per la facilitat de cultiu, la seva longevitat, el cost, l'absència d'aspectes  ètics associats a l'ús de teixits animals i humans, per la seva bona caracterització i coneixement associat al seu estès ús i per la reproduïbilitat de resultats interassaig i interlaboratori dels estudis fets amb ells. L'ús de línies cel·lulars és de fet molt popular. A títol de curiositat, només a la base de dades de la American Type Culture Collection (ATCC) Cell Biology Collection (el principal banc de cèl·lules dels EUA que preserva i proveeix de cèl·lules, microorganismes, etc a la comunitat científica) hi ha registradees més de 3.600 línies cel·lulars de més de 150 espècies diferents.
Tanmateix, no tot són avantatges i cal tenir molta cura a l'hora d'interpretar els resultats que se'n deriven car les línies cel·lulars no sempre repliquen amb precisió les característiques de les cèl·lules primàries.
Tot i ésser una eina molt potent, cal tenir present que quan utilitzem línies cel·lulars en lloc de cèl·lules primàries, ens allunyem de les característiques original de les cèl·lules. Les línies cel·lulars no deixen de ser cèl·lules genèticament manipulades (de manera natural quan provenen d'un càncers per exemple, de manera induïda al laboratori), això pot alterar el seu fenotip, les funcions natives i la seva resposta a diferents estímuls. Per tant, les línies cel·lulars no representaran adequadament les cèl·lules d'on provene dins el seu context natural com a part d'un teixit i tampoc representaran les cèl·lules primàries directament extretes d'aquest teixit, per tant, poden proporcionar-nos resultats molt diferents.
A aquests inconvenients cal afegir altres problemes associats, com és la contaminació creuada amb altres línies cel·lulars, quelcom que als anys 70 ja va posar de manifest Walter Nelson-Rees. La majoria de les línies cel·lulars que s'utilitzen actualment a tot el món, fins i tot les distribuïdes pels bancs cel·lulars estan contaminades amb cèl·lules HeLa. En molts casos el problema ve d'una incorrecta identificació de les cèl·lules; des de la dècada dels seixanta, s'han identificat més de 400 línies cel·lulars, àmpliament utilitzades a tot el món, que estaven incorrectament identificades.
La contaminació dels cultius amb micoplasma representa també un bon maldecap. Els micoplasmes pot persistir inadvertits en els cultius cel·lulars durant molt de temps i causar alteracions importants en l'expressió gènica i en el comportament cel·lular.
Per tots aquest motius, és cabdal tenir molta cura quan s'utilitzen línies cel·lulars en recerca, i és important mirar de confirmar els descobriments clau en cultius primaris, i en qualsevol cas cal prendre mesures de control de qualitat i ús d'estàndards de referència.
Les cèl·lules en el cultiu primari són potser el model cel·lular més proper al teixits in vivo. Les cèl·lules primàries s'aïllen directament dels teixits i conserven les característiques morfològiques i funcionals del seu teixit d'origen, com l'expressió de marcadors específics d'aquell teixit. Tanmateix, presenten també desavantatges com s'ha descrit més amunt.
Les cèl·lules primàries, no viuen per sempre. Pateixen processos de senescència molt acusats en separar-se del teixit original i presenten un potencial reduït d'autorenovació i diferenciació. A mesura que envelleixen, mostren també canvis morfològics i funcionals, és per això que és important treballar amb elles durant els primers passatges. Això és important també si volem aconseguir una certa reproduïbilitat entre assaigs, quelcom que, d'altra banda, és difícil parlant de cultius primaris.
En molts casos aquest canvi de morfologia s'esdevé simplement en extreure les cèl·lules de l'organisme i transferir-les a l'entorn de cultiu.
En aquest sentit cèl·lules amb morfologies molt diferents a nivell de teixit dins l'organisme, poden presentar una morfologia semblant en cultiu.
Si la nostra prioritat és la reproduïbilitat, potser haurem de decantar-nos per treballar amb una línea cel·lular (si existeix pel tipus cel·lular que necessitem) i intentar confirmar els resultats amb un cultiu primari en acabat. El problema de la reproduïbilitat ve donat per diversos factors com s'ha anat comentant. Un d'important és la curta durada del cultiu que ens obligarà a repetir el procés diverses vegades per cobrir la durada completa d'un projecte de recerca i en aquest cas haurem d'assumir encara més variabilitat deguda a l'ús de  biòpsies de donants diferents. Les característiques genètiques i l'edat dels donants també són importants. Les cèl·lules primàries derivades de diferents pacients poden comportar-se de manera diferent en les mateixes condicions de cultiu, en funció de la genètica i l'edat de l'individu de qui s'obté el teixit.